# Cody's Wish
Cody's Wish (2018-) est un cheval de course pur-sang anglais, élu cheval de l'année aux États-Unis en 2023.

## Carrière de courses

Casaque de l'écurie Godolphin

Né à Gainsborough Stud, l'un des haras américains de Godolphin à Versailles, Kentucky, Cody's Wish doit son nom à une une histoires aux accents de mélo hollywoodien. Lors d'une visite au haras en 2018, accompagné par une fondation qui permet aux enfants malades de réaliser leur rêve, Cody Dorman, un jeune garçon atteint du syndrome de Wolf–Hirschhorn, voit un poulain de cinq mois poser sa tête sur ses genoux. La belle histoire est née,, un an plus tard le poulain est nommé Cody's Wish et le jeune Cody l'accompagnera jusqu'au bout de sa carrière, jusqu'à sa dernière course, et sa dernière victoire : Cody meurt à 17 ans dans l'avion qui le ramène de Santa Anita où il était venu assister aux adieux du champion dans la Breeders' Cup.
Avant cette fin heureuse et tragique à la fois, Cody's Wish a mis un certain temps avant de connaître la célébrité. Sa saison de 3 ans est assez quelconque, puisqu'il lui faut quatre tentatives pour enlever son maiden. Mais ensuite, ce spécialiste du mile, plutôt tardif, prend une autre dimension. Il enchaîne deux succès en fin de saison puis, à 4 ans, remporte un premier groupe après avoir pris une place à ce niveau. Il confirme dans une Listed en juillet, avant d'affronter pour la première fois les cadors dans les Forego Stakes, un groupe 1 qu'il remporte en prélude à une consécration dans le Breeders' Cup Dirt Mile.
Cody's Wish a changé de dimension, et donne désormais sa pleine mesure. En 2023, âgé de 5 ans, il survole deux groupe 1, les Churchill Downs Stakes et le Metropolitan Handicap. Grand favori des Whitney Stakes, il cause une des rares déception en se montrant incapable de rivaliser avec White Abarrio, futur lauréat de Breeders' Cup Classic, et Zandon, qu'il avait pourtant facilement devancé tous deux deux mois plus tôt. Les 1 800 mètres de Saratoga ont semblé le bout du monde pour lui et, dès lors qu'il revient sur ses distances fétiches (1 400 mètres ou un mile), il reprend le cours de ses victoires dans les Vosburgh Stakes avant de réaliser le doublé dans le Breeders' Cup Dirt Mile. Une victoire à la hauteur du storytelling du champion, puisqu'une bataille épique l'oppose au 3 ans classique National Treasure (Preakness Stakes). Cody's Wish l'emporte d'un nez mais, comme si le suspens n'était pas déjà hollywoodien, les commissaires examinent durant plus de dix interminables minutes le comportement des protagonistes dans la ligne droite, soupçonnant le vainqueur d'avoir gêné son dauphin. Mais le résultat ne change pas et Cody's Wish est déclaré vainqueur pour ses adieux à la piste. Il récolte en fin d'année le titre suprême de Cheval de l'année et rentre au haras.

### Résumé de carrière
| Date        | Hippodrome      | Pays        | Course                  | Statut      | Distance    | Jockey      | Place       | Écart       | Vainqueur ou deuxième |
| 2021, 3 ans | 2021, 3 ans     | 2021, 3 ans | 2021, 3 ans             | 2021, 3 ans | 2021, 3 ans | 2021, 3 ans | 2021, 3 ans | 2021, 3 ans | 2021, 3 ans           |
| ----------- | --------------- | ----------- | ----------------------- | ----------- | ----------- | ----------- | ----------- | ----------- | --------------------- |
| 4 juin      | Belmont Park    | États-Unis  | Maiden                  |             | 1 400 m     | J. Alvarado | 3e / 8      | 3 ¾         | Mahaamel              |
| 28 juillet  | Saratoga        | États-Unis  | Maiden                  |             | 1 800 m     | J. Rosario  | 3e / 9      | 5 ¾         | Vindictive            |
| 4 septembre | Saratoga        | États-Unis  | Maiden                  |             | 1 400 m     | J. Rosario  | 3e / 7      | 3 ¼         | Pipeline              |
| 2 octobre   | Churchill Downs | États-Unis  | Maiden                  |             | 1 600 m     | J. Rosario  | 1er / 8     | 2           | Tartufo               |
| 6 novembre  | Churchill Downs | États-Unis  | Allowance               |             | 1 600 m     | M.Garcia    | 1er / 11    | 5 ¼         | Scarlet Fusion        |
| 28 novembre | Churchill Downs | États-Unis  | Allowance               |             | 1 600 m     | J. Rosario  | 1er / 8     | 1           | Ducale                |
| 2022, 4 ans |                 |             |                         |             |             |             |             |             |                       |
| 12 mars     | Tampa Bay Downs | États-Unis  | Challenger Stakes       | Gr. 3       | 1 700 m     | L.Saez      | 3e / 20     | encolure    | Scalding              |
| 7 mai       | Belmont Park    | États-Unis  | Westchester Stakes      | Gr. 3       | 1 600 m     | J. Alvarado | 1er / 5     | 5           | Sound Money           |
| 4 juillet   | Churchill Downs | États-Unis  | Hanshin Stakes          | Listed      | 1 600 m     | J. Alvarado | 1er / 6     | encolure    | Three Technique       |
| 27 août     | Saratoga        | États-Unis  | Forego Stakes           | Gr. 1       | 1 400 m     | J. Alvarado | 1er / 7     | 1 ¼         | Jackie's Warrior      |
| 5 novembre  | Keeneland       | États-Unis  | Breeders' Cup Dirt Mile | Gr. 1       | 1 600 m     | J. Alvarado | 1er / 9     | tête        | Cyberknife            |
| 2023, 5 ans |                 |             |                         |             |             |             |             |             |                       |
| 6 mai       | Churchill Downs | États-Unis  | Churchill Downs Stakes  | Gr. 1       | 1 400 m     | J. Alvarado | 1er / 9     | 4 ¾         | Hoist the Gold        |
| 10 juin     | Belmont Park    | États-Unis  | Metropolitan Handicap   | Gr. 1       | 1 600 m     | J. Alvarado | 1er / 9     | 3 ¼         | Zandon                |
| 5 août      | Saratoga        | États-Unis  | Whitney Stakes          | Gr. 1       | 1 800 m     | J. Alvarado | 3e / 6      | 10          | White Abarrio         |
| 1er octobre | Aqueduct        | États-Unis  | Vosburgh Stakes         | Gr. 2       | 1 400 m     | J. Alvarado | 1er / 6     | 1 ½         | Accretive             |
| 4 novembre  | Santa Anita     | États-Unis  | Breeders' Cup Dirt Mile | Gr. 1       | 1 600 m     | J. Alvarado | 1er / 7     | nez         | National Treasure     |

## Au haras
Cody's Wish prend ses quartiers d'étalon à Jonabell Farm, le haras qui rassemble les étalons américains de Godolphin. Il est proposé à $ 75 000 pour sa première saison de monte en 2024.

## Origines
Cody's Wish est un fils du champion Curlin, l'un des meilleurs chevaux au monde durant les années 2000 sur le dirt, remportant entre autres la Breeders' Cup Classic et la Dubaï World Cup, et sacré deux fois Cheval de l'année aux États-Unis (2007, 2008). Il est devenu l'un des meilleurs étalons américains, l'un des plus chers aussi, émargeant à $ 225 000 la saillie en 2023. Il faut dire qu'il a multiplié les records, donnant ainsi trois vainqueurs lors de la Breeders' Cup 2022, et, l'année suivante, voyant ses produits rafler quatre Eclipse Award, du jamais vu.
Fille du grand étalon Tapit, Dance Card, la mère, fut acquise par Godolphin lorsqu'elle était yearling, pour $ 750 000. Excellente pioche, puisque non contente d'avoir été l'une des meilleures pouliches de sa génération, lauréate du Gazelle Handicap (Gr.1) et troisième du Breeders' Cup Filly & Mare Sprint en 2013, elle s'est révélée remarquable poulinière, donnant deux ans avant Cody's Wish le valeureux Endorsed (par Medaglia d'Oro), vainqueur au niveau groupe 2.

### Pedigree
| Origines de Cody's Wish, mâle bai né en 2018 | Origines de Cody's Wish, mâle bai né en 2018 | Origines de Cody's Wish, mâle bai né en 2018 | Origines de Cody's Wish, mâle bai né en 2018 |
| -------------------------------------------- | -------------------------------------------- | -------------------------------------------- | -------------------------------------------- |
| Père Curlin (2004)                           | Smart Strike (1992)                          | Mr. Prospector (1970)                        | Raise A Native (1961)                        |
| Père Curlin (2004)                           | Smart Strike (1992)                          | Mr. Prospector (1970)                        | Gold Digger (1962)                           |
| Père Curlin (2004)                           | Smart Strike (1992)                          | Classy 'n Smart (1981)                       | Smarten (1976)                               |
| Père Curlin (2004)                           | Smart Strike (1992)                          | Classy 'n Smart (1981)                       | No Class (1974)                              |
| Père Curlin (2004)                           | Sherriff's Deputy (1994)                     | Deputy Minister (1979)                       | Vice Regent (1967)                           |
| Père Curlin (2004)                           | Sherriff's Deputy (1994)                     | Deputy Minister (1979)                       | Mint Copy (1970)                             |
| Père Curlin (2004)                           | Sherriff's Deputy (1994)                     | Barbarika (1985)                             | Bates Motel (1979)                           |
| Père Curlin (2004)                           | Sherriff's Deputy (1994)                     | Barbarika (1985)                             | War Exchange (1972)                          |
| Mère Dance Card (2009)                       | Tapit (2001)                                 | Pulpit (1994)                                | A.P. Indy (1989)                             |
| Mère Dance Card (2009)                       | Tapit (2001)                                 | Pulpit (1994)                                | Preach (1989)                                |
| Mère Dance Card (2009)                       | Tapit (2001)                                 | Tap Your Heels (1996)                        | Unbridled (1987)                             |
| Mère Dance Card (2009)                       | Tapit (2001)                                 | Tap Your Heels (1996)                        | Ruby Slippers (1982)                         |
| Mère Dance Card (2009)                       | Tempting Note (2001)                         | Editor's Note (1993)                         | Forty Niner (1985)                           |
| Mère Dance Card (2009)                       | Tempting Note (2001)                         | Editor's Note (1993)                         | Beware of the Cat (1986)                     |
| Mère Dance Card (2009)                       | Tempting Note (2001)                         | Tempt (1988)                                 | Devil's Bag (1981)                           |
| Mère Dance Card (2009)                       | Tempting Note (2001)                         | Tempt (1988)                                 | Thinghatab (1980) (family 1-x)               |